# Narciso Binayán Carmona
Narciso Binayán Carmona (Buenos Aires, Argentina, 24 de septiembre de 1928 - Buenos Aires, 1 de diciembre de 2008) fue un historiador, genealogista y periodista argentino de origen armenio.

## Biografía
Hijo del profesor Narciso Binayán Pérez (1896-1970), quien fuera fundador y presidente de la Sociedad de Historia Argentina y autor de numerosos trabajos históricos, y de Lola Carmona Zinny.
Fue miembro del Instituto Argentino de Ciencias Genealógicas, de la Junta Sabatina de Especialidades Históricas, del Instituto Argentino Gallego de Ciencias Hístóricas y Genealógicas, de la Academia Paraguaya de la Historia, y de la Real Academia Matritense de Heráldica y Genealogía, entre otras. Ganó el premio Castañeda del Instituto Internacional de Genealogía y Heráldica de Madrid en 1981 por su trabajo La atormentada historia del primer libro de genealogía criolla. Fue condecorado con la Cruz de Oro al Mérito de Polonia, y con la Orden de San Sahag y San Mesrob, otorgada por el Catolicós de Todos los Armenios. Ganador del premio Santa Clara de Asís por su trayectoria.
Fue igualmente Académico Honorario de la Academia Costarricense de Ciencias Genealógicas.
Binayán Carmona fue periodista del diario La Nación desde el año 1960. Allí fue el autor de la columna Hipótesis de Conflicto desde 1997 hasta el 2003. Visitó más de 100 países, incluyendo casi toda Europa, África, América, y países de Asia y Oceanía.
Narciso Binayán Carmona falleció en la ciudad de Buenos Aires a los 80 años de edad. Sus restos fueron cremados y descansan en el panteón familiar del Cementerio de la Recoleta.

## Algunas obras
Es autor de varios libros:
- Narciso Binayán [Carmona], La colectividad armenia en la Argentina, Buenos Aires, Alzamor Editores, 1974
- Narciso Binayán Carmona, capítulo "Historia de la casa de la independencia" en Guillermo Furlong El Congreso de Tucumán. Buenos Aires: Theoria, 1966.
- Narciso Binayán Carmona, Entre el pasado y el futuro. Los armenios en la Argentina, Buenos Aires, s.e. (1996) ISBN 950906761X
- Narciso Binayán Carmona, Historia genealógica argentina, Buenos Aires: Emecé (1999) ISBN 9500420589
- Narciso Binayán Carmona, Dieciséis estudios genealógicos, Buenos Aires: Armerías, (2002) ISBN 9872034001

Es además autor de varios artículos sobre temas históricos y genealógicos:
- "La iglesia Oriental en la Argentina" (1969),
- "La atormentada historia del primer libro de genealogía criolla" (1981),
- "La genealogía en el Africa negra" (1982),
- "La familia de los Incas" (1992).